# هبة يزبك
هبة يزبك (بالعبرية: היבא יזבק), (8 يوليو 1985-) هي سياسية فلسطينية، تشغل منصب عضو كنيست عن حزب التجمع الوطني الديمقراطي، انتخبت لأول مرة في 9 أبريل 2019.هبة يزبك متزوجة من الفنان حسن طه ولديهما طفل يدعى إياس،والدها المؤرخ بروفيسور محمود يزبك المحاضر في جامعة حيفا ومختص بتاريخ الدولة العثمانية. (2)
وهي عاملة اجتماعية،حصلت على  لقب دكتور بموضوع علم الاجتماع والإنثربولوجيا بجامعة تل أبيب .(4)

## سيرة ذاتية
ناشطة نسوية اجتماعية وسياسية،عضو المكتب السياسي للتجمع الوطني الديموقراطي.
ولدت هبة يزبك عام 1985 في مدينة الناصرة،درست العلوم والاجتماعية الإنسانية والعمل الاجتماعي من جامعة حيفا. وهي حاصلة على الماجستير في العمل الاجتماعي،وتحضر لرسالة الدكتوراة من جامعة تل أبيب،انتخبت عضو كنيست عن قائمة الموحدة والتجمع في انتخابات الكنيست الـ21 في نيسان 2019. 
هبة  يزبك رئيسة طاقم الرفاه الاجتماعي .(3)
 تدور الأطروحة التي قدمتها هبة يزبك في رسالة الدكتوراة في العلوم الاجتماعية من جامعة تل ابيب، حول ذاكرة النكبة الفلسطينية ودور الروايات الشفوية،وفيها تبحث محاور عدة منها المقارنة في المضامين والتوجهات بين ذاكرة الرجال التي تتجه أكثر للمجال العام وبين ذاكرة النساء اللواتي تتمحور أكثر في البيت والعائلة والمجال الخاص.(2)